# Josias Simler
Josias Simler (también Josias Simmler, 6 de noviembre de 1530, Kappel am Albis , 2 de julio de 1576, Zúrich) fue un humanista y teólogo suizo.

## Vida

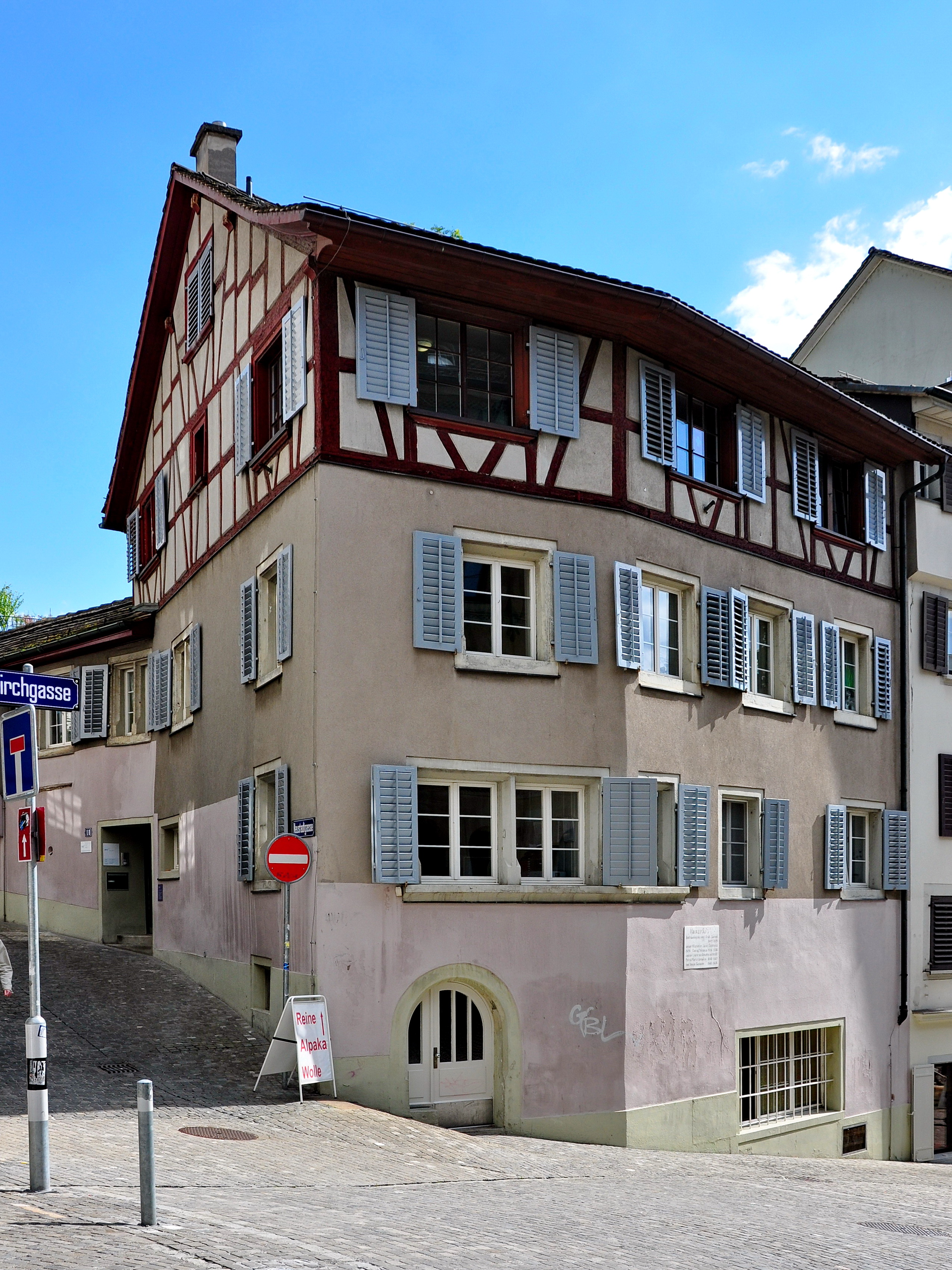
Casa del Sur, residencia oficial de Ulrico Zwinglio (1522-1525) y su personal Ceporinus (1526), Conrad Pelicanus (1526 a 1556), Pedro Mártir Vermilius (1556 a 1562) y Josias Simmler (1563 - 1576).

En 1544 Simler fue a Zúrich con su padrino Heinrich Bullinger para iniciar sus estudios, que continuó en Basilea y Estrasburgo. En Zúrich (1552) fue profesor de exégesis del Nuevo Testamento. A partir de 1555 comenzó la Bibliotheca Universalis. En su obra De Alpibus Commentarius, que fue la primera obra extensa sobre los Alpes, reunió toda la información sobre la cordillera basándose en los trabajos de otros autores. Simler también escribió otros libros sobre regiones de Suiza, como De Republica Helvetiorum o Descriptio Vallesiae.

## Obra
- Oratio de vita et obitu clarissimi viri et praestantissimi theologi D. Petri Martyris Vermilii. 1563.
- Vita clarissimi philosophi et medici excellentissimi Conradi Gesneri. 1566.
- De aeterno Dei filio. 1568.
- Vallesiae descriptio, libri duo: de alpibus commentarius. 1574.
- Narratio de ortu, vita et obitu reverendi viri D. Henrici Bullingeri, Tigurinae Ecclesiae pastoris. 1575.
- Regiment Gemeiner loblicher Eydgnoschafft. 1576.
- De Republica Helvetiorum Libri duo. 1577.